# Томас Лібії
Томас Лібії (фр. Thomas Libiih, нар. 17 листопада 1967, Дуала) — камерунський футболіст, що грав на позиції півзахисника. Виступав, зокрема, за клуби «Тоннер» та «Охуд», а також національну збірну Камеруну.
Дворазовий володар Кубка Камеруну. 

## Клубна кар'єра
У дорослому футболі дебютував 1989 року виступами за команду «Тоннер», в якій провів три сезони. 
Своєю грою за цю команду привернув увагу представників тренерського штабу клубу «Охуд», до складу якого приєднався 1993 року. Відіграв за медінську команду наступні два сезони своєї ігрової кар'єри. Після цього тривалий період часу не грав.
Завершив ігрову кар'єру у команді «ЛДУ Портов'єхо», за яку відіграв декілька матчів протягом 2001 року.

## Виступи за збірну
1988 року дебютував в офіційних матчах у складі національної збірної Камеруну.
У складі збірної був учасником чемпіонату світу 1990 року в Італії (виходив на поле в чвертьфінальному матчі проти Англії), Кубка африканських націй 1990 року в Алжирі, чемпіонату світу 1994 року у США (зіграв 3 матчі на турнірі).
Загалом протягом кар'єри в національній команді, яка тривала 7 років, провів у її формі 22 матчі, забивши 2 голи.

## Кар'єра тренера
Працює тренером у ФК «Лотос-Терек» (Яунде), камерунській фарм-команді російського ФК «Терек» (Грозний), створеної Гаєм Стефаном Есаме.

## Титули й досягнення
Гравець
- Кубок Камеруну
  -  Володар (1): 1991
  -  Фіналіст (1): 1990

Тренер
- Чемпіон Африки (U-17): 2019